# 中国人民解放军通信工程学院 (南京)
中国人民解放军通信工程学院(1973年-1999年)，驻南京，后并入中国人民解放军理工大学。

## 历史
1961年在全军院校体制改革、增加各军兵种工程学院的背景下，1961年8月在重庆成立中国人民解放军雷达工程学院。
1962年11月改名为中国人民解放军通信兵工程学院。
1969年9月通信兵工程学院撤销，部分并入新组建的中国人民解放军通信兵工程技术学校。
1973年12月在南京重建中国人民解放军通信兵工程学校。1975年8月改为中国人民解放军通信兵工程学院。1999年6月撤销、并入新组建的中国人民解放军理工大学。